# Острво Летњи Камп
Острво Летњи Камп (енгл. Summer Camp Island) је америчка анимирана телевизијска серија творца Џулије Пот за Cartoon Network. Прво је најављена у јануару 2017. године и касније је купована на разним фестивалима, укључујући Филмски фестивал Санденс.
Премијера серије била је 7. јула 2018. године на Cartoon Network и од друге сезоне, 18. јуна 2020. године, приказује се на HBO Max-у. Српска премијера серије била је 25. јуна 2021. године на HBO Go-у. Српску синхронизацију радио је студио Sinker Media.

## Радња
Најбољи пријатељи, Оскар и Јежица, храбро решавају мистерије у магичном летњем кампу.

## Улоге
| Улога  | Оригинални глас                                           | Српски глас         |
| ------ | --------------------------------------------------------- | ------------------- |
| Оскар  | Џастин Фелбингер Елиот Смит Ашер Бишоп Антонио Раул Корбо | Јелена Петровић     |
| Јежица | Ешли Боетчер Уна Лоренс                                   | Ђурђина Радић       |
| Луси   | Инди Намет                                                | Ања Радовановић     |
| Макс   | Ромас Ведроедер Рамон Хамилтон                            | Снежана Јеремић     |
| Алекса | Алекса Нисенсон                                           | Драгана Милошевић   |
| Сузи   | Џулија Пот                                                | Михаела Стаменковић |